# Werner Kotte
Werner Kotte (* 3. September 1931 in Dresden; † 24. Dezember 2022) war ein deutscher Marineoffizier, zuletzt Konteradmiral der Volksmarine.

## Biografie
Der Sohn eines Bäckers und später Maurers absolvierte von 1948 bis 1950 nach dem Schulbesuch eine Lehre zum Zimmermann, ehe er am 4. August 1950 als Kursant der Seepolizeischule Parow in die Hauptverwaltung Seepolizei der DDR eintrat. Nach Beendigung der Ausbildung war er 1953 und 1954 zunächst Kommandant eines Küstenschutzbootes in der Flottenbasis Peenemünde. Nach seinem Eintritt in die SED 1954 wurde er Offizier für Gefechtsausbildung im Stab der Volkspolizei See und war danach von 1956 bis 1958 Offiziershörer an der Seeoffiziersschule. Im Anschluss folgte eine Verwendung als Offizier für operative Arbeit sowie als Stabschef im Stützpunkt der 1. Flottille. Von 1959 bis 1961 war er erneut Offiziershörer an der Seeoffiziersschule. 1962 kehrte er zur 1. Flottille zurück und war zunächst Navigationsoffizier und kurz darauf von 1962 bis 1966 Stellvertretender Stabschef und Leiter der Unterabteilung Gefechtsausbildung.
Zwischen 1966 und 1969 war er Offiziershörer an der Militärakademie der NVA „Friedrich Engels“ in Dresden und schloss dieses Studium als Diplom-Militärwissenschaftler ab. Im Anschluss war er bis 1971 Stellvertretender Stabschef und Leiter der Unterabteilung Operativ sowie danach bis 1974 Stellvertretender Chef und Stabschef der 1. Flottille. Am 1. Dezember 1974 wurde er schließlich als Nachfolger von Hans Hofmann im Rang eines Kapitän zur See selbst Kommandeur der 1. Flottille in Peenemünde auf Usedom. Am 7. Oktober 1982 folgte anlässlich des 33. Jahrestages der DDR in dieser Funktion auch seine Ernennung zum Konteradmiral.
Am 1. Dezember 1984 verließ er nach genau zehnjähriger Kommandeurstätigkeit die 1. Flottille und wurde Stellvertretender Chef des Stabes für Organisation im Kommando der Volksmarine. Diese Position hatte er bis zu seiner Entlassung zum Ende der DDR am 30. September 1990 inne.

## Auszeichnungen
- 1981 Kampforden „Für Verdienste um Volk und Vaterland“ in Gold
- 1986 Vaterländischen Verdienstorden in Bronze